# Championnat du monde féminin de basket-ball 1964
Navigation
Union soviétique 1959 Tchécoslovaquie 1967
Le Championnat du monde féminin de basket-ball 1964 s’est déroulé au Pérou à Lima en 1964. Organisé par la FIBA, il est le quatrième championnat du monde de basket-ball féminin.
Ce sont treize équipes qui se disputèrent le titre.

## Préparation de l'événement

### Lieux de compétition
| Iquitos                         | Arequipa          | Chiclayo |
| ------------------------------- | ----------------- | --- |
| Colisée Juan Pinasco Villanueva | Colisée Arequipa  | |
| Capacité : 9 000                | Capacité : 9 000  | Capacité : |
|                                 |                   | |
| Tacna                           | Lima              | [[Fichier:Peru location map.svg\|350px\|{{#if:\|{{{alt}}}\|Championnat du monde féminin de basket-ball 1964 est dans la page Pérou.]]Arequipa Chiclayo Iquitos Lima Tacna |
| Colisée Cerrado Peru            | Colisée Amauta    | [[Fichier:Peru location map.svg\|350px\|{{#if:\|{{{alt}}}\|Championnat du monde féminin de basket-ball 1964 est dans la page Pérou.]]Arequipa Chiclayo Iquitos Lima Tacna |
| Capacité : 6 000                | Capacité : 20 000 | [[Fichier:Peru location map.svg\|350px\|{{#if:\|{{{alt}}}\|Championnat du monde féminin de basket-ball 1964 est dans la page Pérou.]]Arequipa Chiclayo Iquitos Lima Tacna |
|                                 |                   | [[Fichier:Peru location map.svg\|350px\|{{#if:\|{{{alt}}}\|Championnat du monde féminin de basket-ball 1964 est dans la page Pérou.]]Arequipa Chiclayo Iquitos Lima Tacna |

## Équipes participantes
| Amérique   | Europe           | Asie         |
| ---------- | ---------------- | ------------ |
| États-Unis | Union soviétique | Corée du Sud |
| Brésil     | Tchécoslovaquie  | Japon        |
| Pérou      | Bulgarie         |              |
| Chili      | Yougoslavie      |              |
| Paraguay   | France           |              |
| Argentine  |                  |              |

## Compétition

### Format
Le format du tournoi n'a pas changé et s'est déroulé de la même manière que les Championnats du monde de 1957 .
Tournoi de groupes qualificatifs (3 groupes de 4 équipes) pour déterminer 6 (six) finalistes. Les résultats du tournoi de qualification n'ont pas été pris en compte dans les finales de groupe du tournoi. L'équipe hôte du championnat est ajoutée aux finalistes du tournoi de groupe et les gagnants sont déterminés. Les perdants du tournoi de qualification ont joué des matchs pour les 8e à 12e places.

### Tour préliminaire
| Groupe A (Arequipa) |                 |     |   |   |     |     |      |
|                     | Équipe          | Pts | G | P | PP  | PC  | Diff |
| 1                   | Tchécoslovaquie | 6   | 3 | 0 | 223 | 171 | 52   |
| 2                   | Yougoslavie     | 5   | 2 | 1 | 186 | 178 | 8    |
| 3                   | Corée du Sud    | 4   | 1 | 2 | 216 | 195 | 21   |
| 4                   | Argentine       | 3   | 0 | 3 | 156 | 237 | -81  |

|  | Argentine       | 58     | 87     | Corée du Sud    |
|  | Corée du Sud    | 72(63) | 77(63) | Tchécoslovaquie |
|  | Argentine       | 47     | 78     | Yougoslavie     |
|  | Tchécoslovaquie | 72     | 51     | Argentine       |
|  | Yougoslavie     | 60     | 57     | Corée du Sud    |
|  | Yougoslavie     | 48     | 74     | Tchécoslovaquie |

| Groupe B (Chiclayo) |            |     |   |   |     |     |      |
|                     | Équipe     | Pts | G | P | PP  | PC  | Diff |
| 1                   | Bulgarie   | 6   | 3 | 0 | 175 | 111 | 64   |
| 2                   | États-Unis | 5   | 2 | 1 | 141 | 128 | 13   |
| 3                   | France     | 4   | 1 | 2 | 119 | 154 | -35  |
| 4                   | Paraguay   | 3   | 0 | 3 | 99  | 141 | -42  |

|  | France     | 38 | 32 | Paraguay   |
|  | Paraguay   | 28 | 49 | Bulgarie   |
|  | France     | 37 | 48 | États-Unis |
|  | Paraguay   | 39 | 54 | États-Unis |
|  | France     | 44 | 74 | Bulgarie   |
|  | États-Unis | 39 | 52 | Bulgarie   |

| Groupe C (Tacna) |                  |     |   |   |     |     |      |
|                  | Équipe           | Pts | G | P | PP  | PC  | Diff |
| 1                | Union soviétique | 6   | 3 | 0 | 245 | 117 | 128  |
| 2                | Brésil           | 5   | 2 | 1 | 216 | 163 | 53   |
| 3                | Chili            | 4   | 1 | 2 | 159 | 224 | -65  |
| 4                | Japon            | 3   | 0 | 3 | 144 | 250 | -106 |

|  | Chili            | 84 | 59 | Japon            |
|  | Japon            | 39 | 86 | Union soviétique |
|  | Chili            | 47 | 78 | Brésil           |
|  | Union soviétique | 91 | 28 | Chili            |
|  | Brésil           | 80 | 50 | Japon            |
|  | Brésil           | 50 | 68 | Union soviétique |

### Poule de classement ( 8-13 )
| Poule de classement (Iquitos) |              |     |   |   |    |    |      |
|                               | Équipe       | Pts | G | P | PP | PC | Diff |
| 1                             | Corée du Sud | 10  | 5 | 0 |    |    |      |
| 2                             | Japon        | 8   | 3 | 2 |    |    |      |
| 3                             | France       | 7   | 2 | 3 |    |    |      |
| 4                             | Chili        | 7   | 2 | 3 |    |    |      |
| 5                             | Paraguay     | 7   | 2 | 3 |    |    |      |
| 6                             | Argentine    | 6   | 1 | 4 |    |    |      |

|  | Chili        | 52 | 48 | Japon        |
|  | Chili        | 37 | 59 | Argentine    |
|  | France       | 57 | 65 | Japon        |
|  | Corée du Sud | 73 | 49 | Paraguay     |
|  | Corée du Sud | 70 | 61 | Japon        |
|  | Chili        | 50 | 56 | Paraguay     |
|  | France       | 71 | 63 | Argentine    |
|  | Argentine    | 49 | 66 | Japon        |
|  | Paraguay     | 43 | 54 | France       |
|  | Corée du Sud | 68 | 45 | Chili        |
|  | Japon        | 60 | 52 | Paraguay     |
|  | Corée du Sud | 82 | 59 | Argentine    |
|  | Chili        | 61 | 59 | France       |
|  | Argentine    | 56 | 73 | Paraguay     |
|  | France       | 53 | 65 | Corée du Sud |

### Poule finale ( 1-7 )
| Poule finale (Lima) |                  |     |   |   |    |    |      |
|                     | Équipe           | Pts | G | P | PP | PC | Diff |
| 1                   | Union soviétique | 12  | 6 | 0 |    |    |      |
| 2                   | Tchécoslovaquie  | 11  | 5 | 1 |    |    |      |
| 3                   | Bulgarie         | 10  | 4 | 2 |    |    |      |
| 4                   | États-Unis       | 9   | 3 | 3 |    |    |      |
| 5                   | Brésil           | 8   | 2 | 4 |    |    |      |
| 6                   | Yougoslavie      | 7   | 1 | 5 |    |    |      |
| 7                   | Pérou            | 6   | 0 | 6 |    |    |      |

|  | Union soviétique | 73 | 45 | Yougoslavie      |
|  | États-Unis       | 31 | 50 | Tchécoslovaquie  |
|  | Yougoslavie      | 71 | 45 | Pérou            |
|  | Tchécoslovaquie  | 76 | 63 | Bulgarie         |
|  | Union soviétique | 70 | 47 | Brésil           |
|  | États-Unis       | 59 | 38 | Pérou            |
|  | Yougoslavie      | 52 | 66 | Brésil           |
|  | Bulgarie         | 60 | 38 | Yougoslavie      |
|  | Tchécoslovaquie  | 35 | 70 | Union soviétique |
|  | Bulgarie         | 79 | 44 | Pérou            |
|  | États-Unis       | 51 | 43 | Brésil           |
|  | Union soviétique | 80 | 41 | Pérou            |
|  | Tchécoslovaquie  | 60 | 52 | Yougoslavie      |
|  | Bulgarie         | 60 | 49 | Brésil           |
|  | États-Unis       | 37 | 71 | Union soviétique |
|  | Brésil           | 95 | 36 | Pérou            |
|  | États-Unis       | 42 | 46 | Bulgarie         |
|  | Tchécoslovaquie  | 88 | 30 | Pérou            |
|  | États-Unis       | 50 | 46 | Yougoslavie      |
|  | Tchécoslovaquie  | 69 | 41 | Brésil           |
|  | Bulgarie         | 55 | 72 | Union soviétique |

## Classement final
| Rang | Équipe           | J | V | D | PP  | PC  | Diff | Statut              |
| ---- | ---------------- | - | - | - | --- | --- | ---- | ------------------- |
| 1    | Union soviétique | 9 | 9 | 0 | 681 | 377 | +304 | Poule finale        |
| 2    | Tchécoslovaquie  | 9 | 8 | 1 | 601 | 458 | +143 | Poule finale        |
| 3    | Bulgarie         | 9 | 7 | 2 | 538 | 432 | +106 | Poule finale        |
| 4    | États-Unis       | 9 | 5 | 4 | 411 | 422 | -11  | Poule finale        |
| 5    | Brésil           | 9 | 4 | 5 | 549 | 503 | +46  | Poule finale        |
| 6    | Yougoslavie      | 9 | 3 | 6 | 490 | 532 | +42  | Poule finale        |
| 7    | Pérou            | 6 | 0 | 6 | 234 | 472 | -238 | Poule finale        |
| 8    | Corée du Sud     | 8 | 6 | 2 | 574 | 462 | +112 | Poule de classement |
| 9    | Japon            | 8 | 3 | 5 | 444 | 530 | -86  | Poule de classement |
| 10   | France           | 8 | 3 | 5 | 413 | 451 | -38  | Poule de classement |
| 11   | Chili            | 8 | 3 | 5 | 404 | 514 | -110 | Poule de classement |
| 12   | Paraguay         | 8 | 2 | 6 | 372 | 434 | -62  | Poule de classement |
| 13   | Argentine        | 8 | 1 | 7 | 442 | 566 | -124 | Poule de classement |

| Championne du monde 1964 |
| · Union soviétique · 2e titre |
| - 4 Nina Poznanskaya - 5 Tamara Slidenko - 6 Aliza Antipina - 7 Ravila Salimova - 8 Raisa Mihailova - 9 Lyuda Kukanova - 10 Gena Oriol - 11 Skaidrite Smildzinia - 12 Valve Ljutsep - 13 Tanya Sorokina - 14 Lidia Leontieva - 15 Nelly Fomin - Entraîneur : Lidia Alexeyeva |